# Alberto López Rosas
Alberto López Rosas Moreno (Acapulco, Guerrero; 18 de noviembre de 1954) es un político y abogado mexicano, exprocurador de Justicia del Estado de Guerrero, expresidente municipal de Acapulco, Guerrero, y diputado federal. Ha sido militante del Partido de la Revolución Democrática (PRD), el Partido Humanista, el Movimiento de Regeneración Nacional (MORENA) y desde 2024 integra el partido político Movimiento Ciudadano.

## Biografía
Alberto López Rosas es hijo del líder precarista Alfredo López Cisneros, conocido como El rey Lopitos. Se graduó como abogado en la Universidad Nacional Autónoma de México y más tarde se desempeñó como secretario del Ayuntamiento de Acapulco. En 1997, fue elegido diputado federal por el X Distrito Electoral Federal de Guerrero a la LVII Legislatura, y de 2002 a 2005 se desempeñó como presidente municipal de Acapulco, en su cargo recibió críticas por parte de algunos sectores de la población, y fue señalado por corrupción y desvío de recursos.
A nivel profesional, López Rosas es abogado. Entre sus defendidos está Cuauhtémoc Gutiérrez de la Torre, político mexicano, miembro del Partido Revolucionario Institucional.

## Polémicas

### Desvío de recursos durante alcaldía de Acapulco
En los primeros días de junio de 2009, la Contraloría General del estado inhabilitó por tres años al ex edil perredista por desvío de recursos públicos durante su administración como alcalde del puerto de Acapulco (2002-2005), por no haber comprobado cinco millones de pesos.
El exalcalde de Acapulco Alberto López Rosas, presentó el 25 de marzo de 2010 en conferencia de prensa, una constancia de la Secretaría de la Función Pública (SFP) del gobierno federal en el que establece que "no se encontró inhabilitado" a su persona.
«explico que con ello se demuestra que la Contraloría del Estado "actuó bajo consigna política, levantando una cortina de humo al afirmar que estaba inhabilitado para impedirme competir en el proceso de selección de candidato a diputado federal 2009, del cual es responsable el gobernador del estado Zeferino Torreblanca Galindo"», afirmó.
Alberto López Rosas aseguró que en la “búsqueda de dejar en claro a la opinión pública que soy objeto de una persecución política y la evidente arbitrariedad, les he pedido que me extiendan la constancia en donde se me inhabilita, pero hasta el momento la Contraloría no ha dado respuesta”.
Por ello, explicó que decidió pedirle formalmente a la SFP del gobierno federal, que es el órgano competente para la concentración de los servidores y ex servidores públicos inhabilitados, una constancia en la que se le dijera oficialmente si estaba o no inhabilitado.
Presentó públicamente una “constancia de no inhabilitación”, expedida el 11 de marzo por el director general adjunto de Registro Patrimonial y de Servidores Públicos Sancionados de la SFP, René Roque Diego, “donde hace constar la no inhabilitación para ocupar cargos públicos a Alberto López Rosas”.
El 25 de noviembre de 2010 la Justicia Federal a través del Tribunal Colegiado del XXI Circuito, puso término a la controversia promovida por el exalcalde de Acapyulco Alberto López Rosas por las inhabilitaciones impuestas por la Contraloría General del Estado, al resolver en el Amparo 263/2010, que esa dependencia es incompetente para iniciar procedimiento de fiscalización en los Ayuntamientos. Siendo competentes la Auditoría General del Estado y la Auditoría Superior de la Federación, por lo que se deja sin efectos las sanciones que infundadamente impuso la Contraloría en contra del exedil quien el 13 de diciembre ofreció una conferencia de prensa en la capital del Estado dando a conocer la ejecutoría innapelable, agragando que fue un perseguido político del aún gobernador Zeferino Torreblanca Galindo, durante todo su sexenio.

### Desalojo de la Autopista del Sol de 2011
Al momento de ocurrir el Desalojo de la Autopista del Sol de 2011, ocurrida el 12 de diciembre de ese año, Alberto López Rosas, fue acusado por la CNDH de fabricar pruebas en contra de los estudiantes de la Escuela Normal de Ayotzinapa y contradecirse al declarar que fueron los elementos federales los que dispararon.